# آلگازا
آلگازا (به لاتین: Algaza) یک منطقهٔ مسکونی در روسیه است که در استان آستراخان واقع شده‌است.